# The Miller and the Sweep
The Miller and the Sweep je britský němý film z roku 1897. Režisérem je George Albert Smith (1864–1959). Natáčení probíhalo v červenci a září 1897. Jména herců nejsou známa. Stejně tak není jasné, zda se jednalo o profesionální herce nebo amatéry. Ve Spojených státech vyšel snímek pod názvem The Miller and Chimney Sweep.

## Děj
Z mlýna vychází mlynář, když vtom do něj narazí kominík. Oba se začnou prát, ale jejich rvačku zarazí dav lidí, kteří se za nimi rozeběhnou (ve filmu byl zajímavý kontrast bílé a černé, zatímco kominík s sebou táhl černý pytel, který na mlynáři zanechal černé šmouhy, mlynář táhl bílý pytel, který na kominíkovi při pranici zanechal bílé šmouhy).